# نگدژویتسا دوژا
نگدژویتسا دوژا (به لاتین: Niedrzwica Duża) یک روستا در لهستان است که در گمینا نگدژویتسا دوژا واقع شده‌است. نگدژویتسا دوژا ۳٬۳۰۰ نفر جمعیت دارد.